# De nåede færgen
De nåede færgen (en danès Van arribar al ferri) és un dels dos curtmetratges dirigits per Carl Theodor Dreyer per encàrrec del Comitè Ministerial Danès de Cinematografia. Estrenat el 12 de maig de 1948, estava pensat per promoure la prevenció d'accidents de trànsit. Tanmateix, no es va fer com a documental, tot i que pertany al gènere, sinó com un llargmetratge basat en una novel·la de Johannes Vilhelm Jensen.

## Trama
Un home i una dona estan a punt de desembarcar d'un ferri a bord de la seva motocicleta a Nyborg. Abans d'aterrar, l'home demana al capità informació sobre la connexió amb un altre ferri al qual han d'arribar ell i la seva acompanyant. En assabentar-se que no té gaire temps per a la propera sortida, l'home empeny el seu vehicle a tota velocitat per arribar a temps al port d'embarcament. Tanmateix, això l'exposa a ell i a la seva amiga a una sèrie de maniobres perilloses i avançaments arriscats.

## Comentari
Malgrat els límits imposats per la curta durada de la pel·lícula i la necessitat de destacar la importància de la problemàtica que tracta, Dreyer encara aconsegueix desenvolupar en aquest curtmetratge un dels temes fonamentals de tota la seva obra cinematogràfica -la imminència de la mort-. i representar-lo amb aquells mitjans estilístics propis de les seves grans pel·lícules, des de La Passion de Jeanne d'Arc fins a Gertrud (“simbolisme declarat” com a Vampyr, realisme sonor i visual que esdevé “irreal” en el progrés autònom de la narració, etc.). A més, Dreyer no renuncia a l'ús d'una ironia amarga com a eina expressiva, que li permet accentuar simbòlicament la serietat del tema en què se centra la pel·lícula.

## Recepció
El 1949 va participar en la secció de curtmetratges al 3r Festival Internacional de Cinema de Canes.